# Тылич

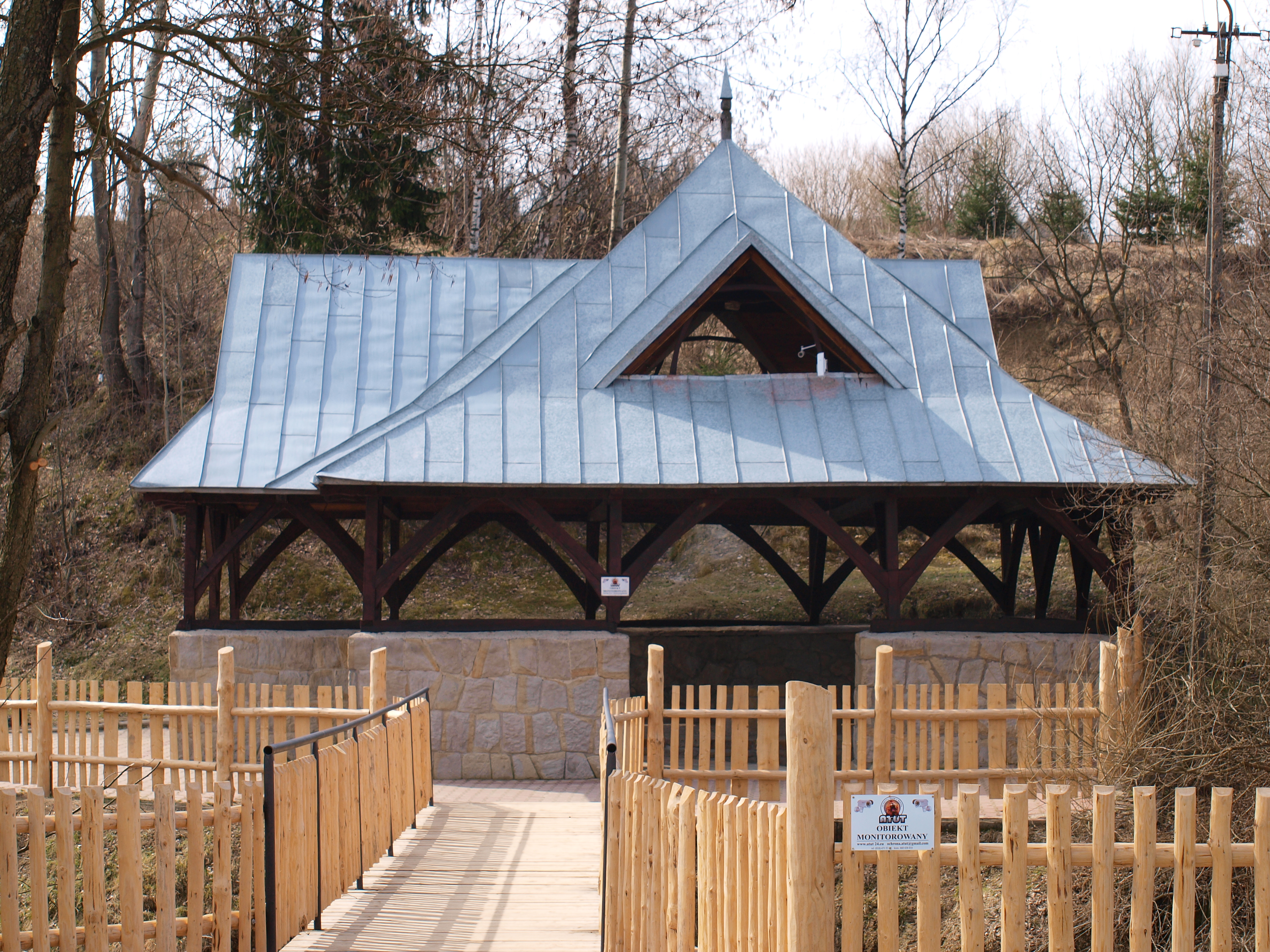
Источник минеральной воды

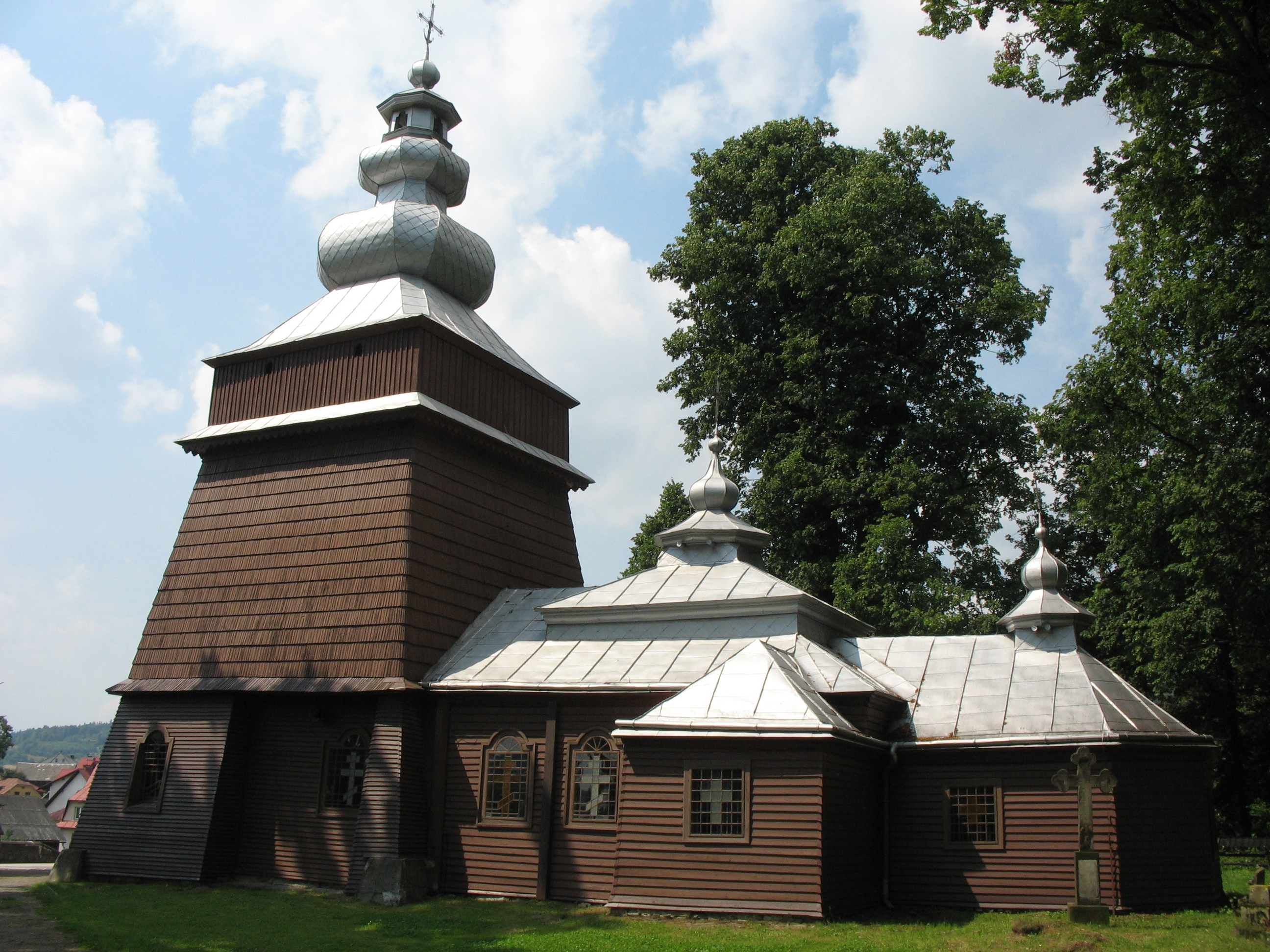
Церковь святых Космы и Дамиана, Тылич, Польша

Ты́лич (русин. Тыліч, пол.  Tylicz) — село в Польше, находящееся на территории гмины Крыница-Здруй Новосонченского повята Малопольского воеводства.

## География
Село находится при слиянии реки Мышинка и ручья Мохначка в 6 км от города Крыница-Здруй, в 35 км от города Новы-Сонч и в 108 км от Кракова. Село расположено на границе двух горных систем Низкие Бескиды и Сондецкие Бескиды. Около Тылича проходит дорога 75. В окрестностях села находится не существующий пограничный пункт Мышинка-Куров.

## Экономика
В селе действует государственное сельскохозяйственное предприятие «Państwowy Ośrodek Hodowli Zarodowej Tylicz» и частные предприятия по добыче и розливу минеральной воды.
В окрестностях села находятся многочисленные горнолыжные туристические базы, школы верховой езды.
Через Тылич проходит туристический маршрут.

## История
В XIII веке здесь существовало селение под названием Орнава. В 1336 году Орнава перешла под королевское право. В 1363 году село перешло под магдебургское право и стало называться городом Мястко. В 1391 году Мястко перешёл в собственность краковского епископа. В 1612 году Мястко получил собственный герб. В XVI веке Мястко пришёл в упадок и стал называться как Тылич. С 1781 года в Тыличе стали селиться евреи. В 1935 году статус Тылича был понижен до села
До конца Второй мировой войны большинство жителей села составляли лемки. В 1946—1947 годах большинство жителей села были переселены во время операции «Висла» на западные территории Польши. В 1956 года в Тылич возвратилось несколько десятков лемковских семей. В настоящее время большинство населения села составляют поляки.
В 1973 году Тылич стал административным центром гмины Тылич, которая в 1975 году была упразднена и Тылич перешёл в гмину Крыница-Здруй.

## Достопримечательности
- Церковь святых Петра и Павла — католическая церковь;
- Церковь святых Космы и Дамиана — бывшая грекокатолическая церковь.